# Maurice Pardé
Maurice Edmond Pardé (* 4. Dezember 1893 in Senlis, Département Oise; † 14. Juni 1973 in  Nancy, Département Meurthe-et-Moselle) war ein französischer Hydrologe.

## Leben
Maurice Pardé, Sohn von Léon Pardé (1865–1943), Wasser- und Forstinspektor, späterer Direktor der Forstschule von Barres, und Jeanne Lebœuf (1869–1943), verbrachte seine Kindheit im Departement Oise. Er ist der Bruder der Widerstandskämpferin Marcelle Pardé und der Malerin Isabelle Pardé (1900–1993). Eines seiner fünf Kinder war Émile Pardé (geboren 1920) im Maquis de l’Oisans am 13. August 1944 getöteter Widerstandskämpfer.
Pardé studierte Geographie in Nancy und Dijon, wo er 1915 sein Studium abschloss. Anschließend war er in verschiedenen Städten als Gymnasiallehrer tätig. 1925 wurde er mit einer Arbeit auf dem Gebiet der Flusskunde (Potamologie) promoviert. Sie wurde in der Zeitschrift Revue de Géographie Alpine veröffentlicht.
Nachdem der Versuch von Padré, in Grenoble ein Institut für Hydrologie zu gründen, gescheitert war, wurde er 1930 Assistent an der École nationale supérieure d`hydraulique et de mécanique de Grenoble (ENSHMG). 1932 wechselte er als Dozent an die Universität Grenoble, wo er 1935 den Lehrstuhl für Physische Geographie erhielt. Er war Gründer des Instituts für Alpine Geographie. 1966 wurde er emeritiert.
Am 18. Januar 1965 wurde er korrespondierendes Mitglied der Académie des sciences. Er war Offizier der Ehrenlegion sowie Ehrendoktor der Universität Bonn.
Pardé publizierte zahlreiche viel beachtete Arbeiten zur Hydrologie, speziell des Alpenraumes. Der Pardé-Koeffizient wurde nach ihm benannt.´

### Die unregelmäßigen Schwankungen der Wasserführung
Höchstabflußspenden [l/(s*km²)] in Abhängigkeit von der Fläche [km²] und Reliefenergie.